# Cayo Alburquerque
El cayo Alburquerque, también cayo Albuquerque o Cayos del Sur-suroeste (en inglés South Southwest Cays) es un atolón del mar Caribe perteneciente al archipiélago de San Andrés, Providencia y Santa Catalina, el cual es administrado por Colombia. Se sitúa a unos 37 km al suroeste de San Andrés y a unos 190 km al este de Nicaragua, en las coordenadas 12°10′N 81°51′O / 12.167, -81.850.

## Características
El atolón es el único del archipiélago en poseer una forma circular, cuyo diámetro en sentido este-oeste es de 8 km aproximadamente. Consta, vista en el mismo sentido, de una terraza prearrecifal de barlovento, una laguna, una terraza lagunar y una terraza prearrecifal de sotavento.
Alburquerque posee dos islas formadas por acumulaciones emergidas de sedimentos sobre la terraza lagunar. La mayor se denomina North Cay y sirve actualmente como puesto militar de la Armada Colombiana. La vegetación dominante en esta son las palmas de coco, algunos árboles de caucho (Ficus sp.) y arbustos bajos (Scaevola, Tournefortia); bordeando la costa de sotavento existe una pradera de fanerógamas marinas dominadas ampliamente por Thalassia testudinum. La isla South Cay está separado de la anterior por un canal de escasa profundidad de unos 400 metros de ancho y esta densamente vegetado por árboles de caucho.
La corriente del Caribe es la predominante, y las aguas circundantes son oceánicas transparentes con bajos aportes de nutrientes y salinidades constantes (entre 34,0 y 36,3 %). La temperatura y la salinidad promedio en el área son 27,5 °C y 36,35 %.